# Wolfgang Tillmans

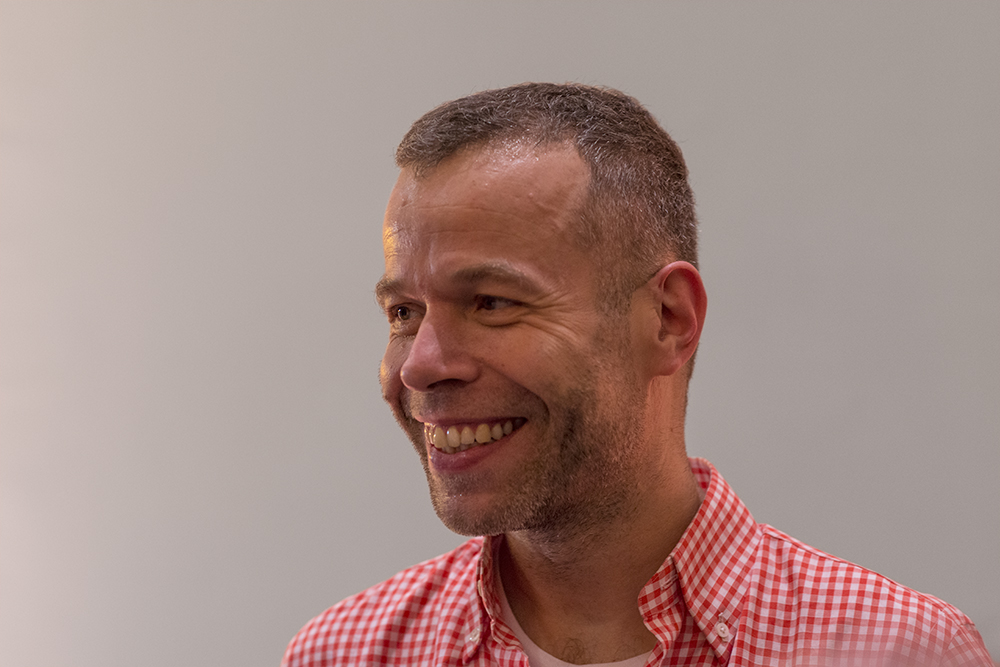
Wolfgang Tillmans (2013)

Wolfgang Tillmans (* 16. August 1968 in Remscheid) ist ein deutscher Fotograf und Künstler, der in Berlin und London lebt und arbeitet. Sein Werk ist zum einen durch aufmerksame Beobachtung seiner Umwelt, zum anderen durch die Erforschung der Grundlagen der Fotografie geprägt. 2000 wurde ihm als erstem Fotografen und Nichtengländer der renommierte Turner Prize verliehen.

## Leben
Wolfgang Tillmanns interessierte sich schon während der Schulzeit für Fotografie und verschiedene Layout-Formen und sammelte Fotografien. Durch Museumsbesuche in Düsseldorf und im Kölner Museum Ludwig kam er in seiner Jugend mit der fotobasierten Kunst von Gerhard Richter, Sigmar Polke, Robert Rauschenberg und Andy Warhol in Berührung, die zu seinen ersten Einflüssen zählt. 1983 kam er als Sprachschüler nach England und lernte die britische Jugendkultur und die dortigen Style- und Musikzeitschriften wie i-D kennen.
Von 1987 bis 1990 lebte Wolfgang Tillmans in Hamburg, wo auch seine ersten Einzelausstellungen im Café Gnosa, Front und Fabrik-Foto-Forum stattfanden. Er lernte 1988 die lokale Rave-Szene kennen und begann diese aufkommende Subkultur zu dokumentieren. Seine Momentaufnahmen und Porträts junger Leute, darunter vorwiegend Musiker, wurden ab 1988 in den Magazinen i-D, Tempo, Spex und Prinz veröffentlicht. Kurzzeitig wurde er Mitherausgeber der Spex.

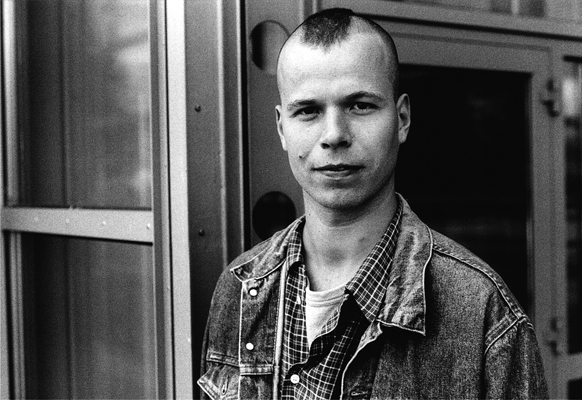
Wolfgang Tillmans in den 1990ern

Von 1990 bis 1992 studierte er am Bournemouth & Poole College of Art and Design in Südengland. Nach seinem Studium zog er zunächst nach London und siedelte dann 1994 für ein Jahr nach New York über, wo er 1995 den Maler Jochen Klein kennenlernte, mit dem er 1995 zusammen zurück nach London zog und dort mit ihm zusammen lebte, bis Klein 1997 an den Folgen seiner AIDS-Erkrankung starb.
Nach einer Gastprofessur an der Hochschule für bildende Künste Hamburg von 1998 bis 1999 sowie einem Honorary Fellowship am Arts Institute in Bournemouth (2001) war Tillmans von 2003 bis 2006 Professor für interdisziplinäre Kunst an der Staatlichen Hochschule für Bildende Künste – Städelschule in Frankfurt am Main.
2001 gewann Wolfgang Tillmans einen Wettbewerb der Stadt München zur Gestaltung eines AIDS-Memorials, das dann nach seinen Entwürfen am Sendlinger Tor errichtet wurde. 2002 drehte er für die Popband Pet Shop Boys einen Videoclip zu deren Single Home & Dry, der hauptsächlich aus dokumentarischen Aufnahmen von in der Londoner U-Bahn lebenden Mäusen bestand. Im April 2006 eröffnete Tillmans in Londons 223 Cambridge Heath Road den nichtkommerziellen Ausstellungsraum Between Bridges mit Arbeiten des New Yorker Künstlers und Aktivisten David Wojnarowicz, der 1992 an den Folgen von AIDS gestorben war und bei Tillmans durch seine Schriften und seinen Auftritt in Rosa von Praunheims Film Silence = Death einen bleibenden Eindruck hinterlassen hatte. In dieser kleinen Galerie, im Hause seines Londoner Studios, zeigte er vor allem Ausstellungen mit politischer Kunst von aus seiner Sicht zu wenig beachteten Positionen anderer Künstler. Von 2014 bis 2019 befand sich der Ausstellungsraum in der Keithstraße 15 in Berlin und begann im Juli 2013 das dritte Kapitel in Berlins Adalbertstraße 32.
Seit 2017 firmiert Between Bridges auch als eine von Wolfgang Tillmans gegründete Stiftung. Sie setzt sich ein für Humanismus, Solidarität und gegen das Kleinreden von Demokratie. Sie fördert die Künste, unterstützt LGBT-Rechte und anti-rassistische Arbeit.
2009 erhielt er den Kulturpreis der Deutschen Gesellschaft für Fotografie. Seit 2012 ist er Mitglied der Akademie der Künste Berlin sowie seit 2013 Mitglied der Royal Academy of Arts, London (RA). Am 30. November 2015 wurde Wolfgang Tillmans mit dem Hasselblad Foundation International Award in Photography ausgezeichnet. 2018 erhielt er das Bundesverdienstkreuz und den Goslarer Kaiserring. Er ist seit 2019 Vorsitzender des Vorstands des ica London.
Seit den 2000er Jahren wurden seine Arbeiten in großen Museums-Einzelausstellungen gezeigt sowie von 2012 bis 2013 innerhalb einer umfassenden Werkschau, die durch Südamerika ging. Die Kunsthalle Zürich (2012) und Les Rencontres d’Arles in Frankreich (2013) präsentierten Arbeiten seiner jüngsten Werkgruppe Neue Welt. 2012 zeigte das Moderna Museet in Stockholm eine Auswahl von Arbeiten der letzten 25 Jahre, die 2013 im K21, Kunstsammlung Nordrhein-Westfalen in Düsseldorf, zu sehen war. 2014 wurden Installationen von Wolfgang Tillmans auf der 8. Berlin Biennale, der Manifesta 10 und innerhalb von Sammlungspräsentationen in der Fondation Beyeler in Riehen und der Fondation Louis Vuitton in Paris gezeigt. Seine Videoinstallation Book for Architects, die auf der Architekturbiennale in Venedig 2014 debütierte, war danach im Metropolitan Museum in New York zu sehen. 2015 eröffnete eine groß angelegte Einzelausstellung im National Museum of Art, Osaka und in Göteborg anlässlich der Verleihung des Hasselblad-Awards an ihn. Anfang 2016 zeigte er im Museu de Arte Contemporânea de Serralves in Porto eine großangelegte Überblicksausstellung, ebenso 2017 in der Tate Modern, London, und in der Fondation Beyeler in Riehen bei Basel. Von 2018 bis 2022 bespielte Wolfgang Tillmans mit der ifa-Tourneeausstellung „FRAGILE“ zahlreiche Ausstellungshäuser afrikanischer Hauptstädte wie Kinshasa, Nairobi, Johannesburg, Addis Ababa, Yaoundé, Accra, Abidjan und Lagos. 2019 und 2020 waren Einzelausstellungen unter anderem im Carré d’Art – Musée d’art contemporain, Nîmes, im Irish Museum of Modern Art, Dublin und im WIELS in Brüssel zu sehen. Im September 2022 eröffnete er die Retrospektive „To look without fear“ im Museum of Modern Art, New York, die im Anschluss in der Art Gallery of Ontario, Toronto (2023) und im SFMOMA – San Francisco Museum of Modern Art (2023–2024) zu sehen war.
1994 stellte Tillmans in der Gruppenausstellung „L’hiver de l’amour“ im Musée d’art moderne de la Ville de Paris erstmals neben seinen Bildern auch Musik aus. Er konnte einen Raum nutzen, in dem er Techno abspielte. Damit wies er auf die Diskrepanz hin, dass es keine Kulturinstitutionen gibt, die aufgenommene Musik in der Qualität vermitteln, die im Produktionsstudio mit großem Aufwand erreicht wurde. Das Anliegen, einen Raum zum gemeinsamen Erlebnis aufgenommener Musik zu schaffen und damit Wertschätzung für aufgenommene Musik zu zeigen, resultierte in verschiedenen Veranstaltungen mit dem Titel „Playback Room“ in seinem Artspace Between Bridges. 2016 richtete das Münchner Lenbachhaus mit ihm einen Raum mit High-End-Musikanlage aus, für den er zwei Playlists schuf.
Wolfgang Tillmans’ Werk befindet sich im Besitz internationaler Museen und privater Sammlungen. In einem Zeit-Interview äußerte er 2000: „Obwohl ich weiß, dass die Kamera lügt, halte ich doch fest an der Idee von einer fotografischen Wahrheit“. Als Antwort auf Fragen nach Künstlern, die ihn inspiriert hätten, nannte Tillmans wiederholt den spanischen Maler Francisco de Zurbarán (1598–1664).
Im Rahmen des Brexit, Referendum über den Verbleib des Vereinigten Königreichs in der Europäischen Union, gestaltete Tillmans eine Plakat-Kampagne gegen den Brexit. Aufgrund EU-weiter politischer Rechtsrucke und einer damit einhergehenden Anti-EU-Stimmung in vielen Ländern folgte die „Protect the European Union“-Plakat-Kampagne, die in 23 Sprachen übersetzt wurde. Anlässlich der Bundestagswahl in Deutschland 2017 setzte er sich mit einer breit angelegten Anzeigen- und Plakat-Kampagne gegen Rechtsnationalismus und für mehr Wahlbeteiligung ein. Gemeinsam mit Stephan Petermann und Rem Koolhaas rief er im Frühjahr 2018 Künstler und Kreative in der EU auf, sich an einer Werbekampagne für die Europawahl 2019 zu beteiligen. Bei einem viertägigen Eurolab mit Workshops und Interviews in Amsterdam sollten Ideen entwickelt werden, wie man die Europabegeisterung der Bürger stärken und neu entfachen könnte. Als Reaktion auf die COVID-19-Pandemie entwickelte Tillmans mit Between Bridges das Projekt 2020Solidarity, das durch den Verkauf von verschiedenen Künstlern gestalteter Poster Kultur- und Musikorten, Sozialprojekten, unabhängigen Räumen und Publikationen helfen möchte, die von der Pandemie-Krise existenziell bedroht sind.
Tillmans lebt seit 1997 mit HIV, machte seine Infektion aber vorerst nicht öffentlich, um „weder Opfer [zu] sein noch es zu meiner Causa [zu] machen“. Für ihn sei „der Umgang mit HIV normal“ und er habe seine „Kunst schützen“ wollen. 2015 zeigte er in einer Ausstellung unter dem Titel 17 years’ supply ein Foto eines Kartons mit zahlreichen Behältern von HIV-Medikamenten, die teils mit seinem Namen beschriftet waren. Die New York Times interpretierte dies als Teil einer anscheinenden Entwicklung Tillmans’ hin zu „totaler Transparenz in seinem Leben und in seiner Fotografie“.
2021 veröffentlichte er sein erstes Album Moon in Earthlight.

## Werk

### Anfänge

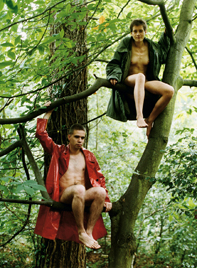
Eines von Tillmans’ bekanntesten Bildern: Lutz & Alex sitting in the trees (1992). Laut The Guardian wurde das Paar hier als „naiv, aber wissend“ und als eine Art „Adam und Eva der Ecstasy-Generation“ porträtiert.

Bekannt geworden ist Wolfgang Tillmans in den frühen neunziger Jahren durch seine stilbildenden Porträts von Freunden und anderen jungen Menschen seiner unmittelbaren Umgebung. Seine Fotos, zum Beispiel vom European Gay Pride in London (1992) oder der Love Parade in Berlin (1992), erschienen in Magazinen wie i-D, Spex, Interview, SZ-Magazin und Butt, was seinen Ruf als prominenten Zeugen aktueller gesellschaftlicher Strömungen begründete. Er galt seitdem als „Chronist seiner Generation, vor allem der Londoner Club- und Schwulenszene“. Die Serien mit seinen Freunden Lutz und Alex, ebenfalls 1992 zuerst in i-D publiziert, sind heute künstlerische und dokumentarische Ikonen der 1990er Jahre.

### „Bilder, um die Welt zu erkennen“
Seitdem hat sich Wolfgang Tillmans’ fotografisches Werk auf die verschiedensten Genres und fotografischen Praktiken hin erweitert. Getragen von einem zugleich ästhetischen wie politischen Interesse an Wirklichkeitsentwürfen und Wahrheitsansprüchen, auch in Bezug auf Homosexualität und Geschlechterfragen, entstanden Porträts, Stillleben, Himmelsaufnahmen (wie der berühmte Zyklus der Concorde-Fotos), astronomische Beobachtungen, Aufsichten und Landschaftsbilder. Wolfgang Tillmans drückt es selber so aus:

„Ich mache Bilder, um die Welt zu erkennen“

Wolfgang Tillmans inszeniert seine Fotografien in unterschiedlichen Größen und Formaten, mit oder ohne Rahmen in genau konzipierten All-Over-Wandinstallationen und kombiniert sie zum Teil mit Fotokopien oder Magazin- und Zeitungsseiten (insbesondere in den Installationen, die unter dem Titel Soldiers – The Nineties bekannt wurden). Dabei werden die Bilder zum Teil mit speziellem Klebeband an der Wand befestigt, in Vitrinen präsentiert oder in raumgreifenden Tischinstallationen (truth study center) arrangiert.

### Abstraktionen

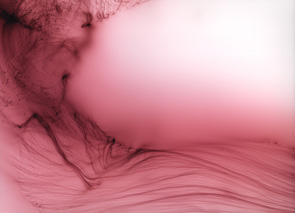
Freischwimmer 26, 2003

1998 zeigte Tillmans erstmals „nicht mit der Kamera gemachte Bilder“ in Ausstellungen. Für die Werkgruppe der Silver-Arbeiten wird Fotopapier, unbelichtet, oder nachdem es unterschiedlichen farbigen Lichtquellen ausgesetzt wurde, durch die Entwicklungsmaschine geführt, in der noch verschiedengradige Spuren von verbrauchten Chemikalien, vor allem Silbernitrat (daher der Name), sowie Wasser belassen wurden. Indem das Papier diesen Vorgang durchläuft, kommt es zu Schlieren, Kratzern, Druckstellen und Ablagerungen, die nicht nur die Farbigkeit, sondern auch die physische Oberfläche des Fotopapiers verändern. Die Silver-Arbeiten entstehen somit aus dem Zusammenspiel eines mechanischen Ablaufs und eines mineralisch-chemischen Naturvorgangs. Die ebenfalls ohne Kamera in der Dunkelkammer entstandenen Arbeiten (v. a. Blushes und Freischwimmer) mit ihren zum Teil poetisch, frei abstrakten, zum Teil körperlich anmutenden feinen Farbschlieren und filigranen Mustern präsentieren Fotografie als selbstbezügliches Medium, das zum Experimentierfeld für die Entstehung neuartiger Bildstrukturen wird. Diese abstrakten Arbeiten treten nun (auch in den Wand-Installationen) neben die gegenständlichen Fotografien, die in den Arbeiten der paper drop-Serie (seit 2001) jetzt ihrerseits den Bildträger thematisieren. Hier werden gerollte Papierbögen als skulpturale Objekte präsentiert, die aus der zweidimensionalen weißen Welt eine geheimnisvolle Topologie entstehen lassen und Fotografie in die Erforschung haptischer und psychologischer Zonen führen. Am konsequentesten wird der Schritt von der Fotografie als Bedeutungsträger zum Objekt in den Arbeiten der Lighter-Serie (seit 2006) vollzogen. Diese Arbeiten bestehen aus zumeist mit Falten oder Knicken versehenem Foto-Papier, gerahmt in Plexiglashauben.

### Fotokopien

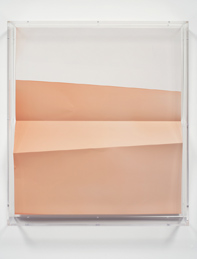
Lighter V, 2006

Wie sich Oberflächenstruktur und Bildtiefe gegenseitig beeinflussen können, zeigt Wolfgang Tillmans ab 2006 mit großformatigen Arbeiten, deren Ausgangsmaterial analoge Fotokopien sind. Hier knüpft er thematisch an frühe Arbeiten an, die Ende der 1980er Jahre aus Experimenten mit einem alten Canon-Fotokopierer hervorgegangen waren. Die ungesteuerten Kontraste und Pigmentpartikel der auf den alten Geräten entstandenen Bilder werden durch die erhebliche Vergrößerung (gerahmt ca. 260 × 180 cm) erst richtig deutlich und erzeugen so fremdartige wie konkrete Bildwirkungen.

### Tischarbeiten, truth study center(seit 2005)

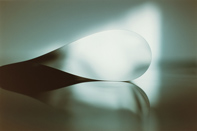
Paper drop (window), 2006

Noch weitergehend als in den Wandinstallationen von Wolfgang Tillmans werden in den Tischarbeiten des truth study center die verschiedenartigsten Bildformate und Inhalte miteinander kombiniert. Eigene Fotografien sind hier neben Extrakten aus Büchern, Zeitschriften oder Magazinen sowie Postkarten, Verpackungen und anderem gesammelten Material unter Glasplatten arrangiert. Diese Arbeiten haben eine politischere Ausrichtung und thematisieren unter anderem „die Ausübung von Macht hinter den Ideologien des islamischen Fundamentalismus, des Katholizismus und des Kapitalismus“ (The Guardian).

### Hinwendung zur Digitalfotografie,Neue Welt(seit 2009)

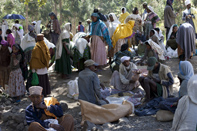
Market, 2012

Nachdem Tillmans über zwei Jahrzehnte lang praktisch ausschließlich eine analoge Spiegelreflex-Kleinbildkamera der Marke Contax mit einem 50-mm-Objektiv verwendet hatte, wandte er sich um 2009 der digitalen Fotografie zu. Den damit einhergehenden Wechsel von Kamera-Sucher zum eingebauten Monitor beschrieb Tillmans 2012 als das „komplette Auf-den-Kopf-Stellen der Psychologie der Fotografie, die immer ein Zwiegespräch war zwischen Fotograf, Objekt und dem imaginären Bild, das man sich vorstellt, denkt, erhofft“, während die höhere Auflösung digitaler Fotografien „einer Wandlung in der ganzen Welt“ folge: „In den letzten Jahren ist alles HD geworden, deshalb finde ich es nur zwangsläufig, dass die Uneinholbarkeit dieser Informationsdichte sich in meinen eigenen Bildern wiederfindet. Dadurch beschreibt sie mein Wahrnehmungsgefühl heute wieder ganz gut.“
In seinem Ausstellungs- und Buch-Projekt Neue Welt (seit 2009) nutzte Tillmans zum ersten Mal verstärkt die Möglichkeiten der digitalen Fotografie und Drucktechnik. Dafür bereiste er alle fünf Kontinente bis nach Feuerland und Tasmanien. Laut der New York Times führte er mit diesem Projekt „eine Insiderdebatte über neue Druckmethoden, die Malerei und Fotografie auf eine Stufe stellen, [begann jedoch auch] einen allgemein zugänglichen Diskurs über die Absurdität des fixierten Bilds in einer Welt aus beweglichen Zielen“.

### Book for Architects (2014)
Auf der Architekturbiennale Venedig präsentierte Wolfgang Tillmans 2014 unter dem Titel Book for Architects eine Video-Installation aus 450 Fotografien von Häusern, Innenräumen, Außenfassaden. Sequenz und Arrangement der Bilder reflektieren seine Sicht auf Architektur in Form von „Kontrolle, Zufall, von Selbst- und Fremdbestimmung“. Tillmans empfindet Bauten oft als sehr prätentiös und als Ausdruck der Eitelkeit ihrer Urheber. Zugleich drängten sie sich unwiderruflich in die Realität von Menschen, die sich nicht dagegen wehren könnten.

## Einzelausstellungen (Auswahl)
- 1993: Galerie Buchholz, Köln
- 1993: Interim Art, London
- 1994: Andrea Rosen Gallery, New York
- 1995: Regen Projects, Los Angeles
- 1997: „I Didn’t Inhale“, Chisenhale Gallery, London
- 1998: „Fruicciones“, Museo Nacional Centro de Arte Reina Sofía, Espacio Uno, Madrid
- 1999: „Part I: Recent Works / Part II: Concorde“, Wako Works of Art, Tokyo
- 2002: „Vue d’en Haut“, Palais de Tokyo, Paris
- 2003: „If One Thing Matters, Everything Matters“, Tate Britain, London
- 2004: „Freischwimmer“, Tokyo Opera City Art Gallery, Tokyo
- 2005: „Truth Study Center“, Maureen Paley, London
- 2006: „Freedom from the Known“, Museum of Contemporary Art, Chicago
- 2010: Serpentine Gallery, London
- 2011: „Zachęta Ermutigung“, Nationale Kunstgalerie Zachęta, Warschau
- 2012: Moderna Museet, Stockholm
- 2013: MAVI – Museo de Artes Visuales, Santiago de Chile
- 2014: „Affinity“, Wako Works of Art, Tokyo
- 2015: „Wolfgang Tillmans-Hasselblad Award 2015“, Hasselblad Center, Göteborg
- 2015: „Your Body Is Yours“, The National Museum of Art, Osaka
- 2015: „Lignine Duress“, Galerie Chantal Crousel, Paris
- 2015: „Book for Architects“, The Metropolitan Museum of Art, New York
- 2016: „Studio“, Galerie Buchholz, Berlin
- 2017: „There Were 30 Years Between 1943 and 1973. 30 Years from 1973 Was the Year 2003“, Kunstverein in Hamburg
- 2017: Fondation Beyeler, Riehen/Basel
- 2017: „2017“, Tate Modern, London
- 2018: „War Requiem“, English National Opera, London (Bühnenbild); National Kaohsiung Center for the Arts, Taipei (2020)
- 2018: „Rebuilding the Future“, Irish Museum of Modern Art, Dublin
- 2018/19: „Wolfgang Tillmans – Kaiserringträger der Stadt Goslar 2018“, Mönchehaus Museum, Goslar
- 2018: „How Likely Is It that Only I Am Right in this Matter?“, David Zwirner, New York
- 2018: „Qu’est ce qui est différent“, Carré d’Art – Musée d’art contemporain, Nîmes
- 2018: „Fest“, Galerie Buchholz, Köln
- 2018: „Fragile“, Musée d’Art Contemporain et Multimédias, Kinshasa; Circle Art Gallery and GoDown Arts Centre Nairobi; Johannesburg Art Gallery, Johannesburg; Modern Art Museum-Gebre Kristos Desta Center, Addis Ababa (2019) und Galerie d’Art Contemporain de Yaoundé (GACY), Yaoundé (2019)
- 2019: Panoramabar, Berlin (permanente Installation)
- 2019: „Peach Alive“, Galería Juana de Aizpuru, Madrid
- 2019: Maureen Paley, London
- 2020: „Today Is the First Day“, Wiels, Brüssel
- 2021: „Schall ist flüssig“, Museum Moderner Kunst Stiftung Ludwig Wien[31], Wien
- 2022: „To Look Without Fear“, MoMA, New York; Art Gallery of Ontario, Toronto (2023); SFMOMA – San Francisco Museum of Modern Art (2023)
- 2024: „Summer Storm Rain Drops Freeze Frame“,[32] Galerie Buchholz, Berlin
- 2025: „Weltraum“, Albertinum, Dresden
- 2025: „Rien ne nous y préparait – Tout nous y préparait“ / „Nothing could have prepared us, Everything could have prepared us“, Centre Pompidou - Bibliothèque publique d’information, Paris
- 2025: „Ausstellung in Remscheid“, Haus Cleff, Remscheid

## Monografien, Kataloge und Künstlerbücher (Auswahl)
- Things matter, Dinge zählen, Staatliche Kunstsammlungen Dresden, Dresden 2025, ISBN 3-7533-0819-6 / ISBN 978-3-7533-0819-7.
- To look without fear / Perspektive – To look without fear, MoMA, New York 2022, ISBN 978-1-63345-111-7 / ISBN 978-3-7533-0177-8.
- Wolfgang Tillmans – A Reader, MoMA, New York 2022 ISBN 1-63345-112-7 / ISBN 3-7757-5323-0; deutsche Version Reader herausgegeben von Hatje Cantz, ISBN 3-7757-5323-0 / ISBN 978-3-7757-5323-4; französische Version Textes herausgegeben von Centre Pompidou, Paris 2025, ISBN 2-38654-017-0 / ISBN 978-2-38654-017-2.
- Saturated Light / Gesättigtes Licht, Galerie Buchholz, Berlin / Köln / New York, Verlag der Buchhandlung Walther und Franz König, Köln 2021, ISBN 978-3-96098-952-3 / ISBN 978-3-96098-951-6.
- Sound is Liquid / Schall ist flüssig, Museum moderner Kunst Stiftung Ludwig Wien, 2021, ISBN 978-3-902947-91-8.
- Wolfgang Tillmans, Taschen, Köln 2020, ISBN 978-3-8365-8253-7.
- Today Is The First Day, IMMA, Dublin und WIELS, Brüssel, ISBN 978-3-96098-754-3.
- Kaiserringträger der Stadt Goslar 2018, Mönchehaus Museum Goslar 2018, ISBN 978-3-9819159-2-1.
- DZHK Book 2018, David Zwirner, Hong Kong 2018, ISBN 978-1-941701-94-2.
- Qu’est-ce qui est différent?, Carré d’Art – Musée d’art contemporain, Nîmes, Jahresring 64, Sternberg Press, Berlin 2018, ISBN 978-3-95679-403-2.
- Fragile, Ifa tour, Stuttgart 2018 (Musée d’Art Contemporain et Multimédias, Kinshasa; Circle Art Gallery and GoDown Arts Centre Nairobi; Johannesburg Art Gallery; Modern Art Museum-Gebre Kristos Desta Center, Addis Ababa (2019); Galerie d’Art Contemporain de Yaoundé (GACY) (2019))
- What is different? Jahresring 64, Sternberg Press, Berlin 2018.
- Was ist anders? Jahresring 64, Sternberg Press, Berlin 2017.
- Hamburg Süd / Nee IYaow eow eow, Kunstverein in Hamburg 2017, OCLC 1086495987.
- Wolfgang Tillmans, Fondation Beyeler, Basel/Riehen 2017, ISBN 978-3-7757-4328-0.
- 2017, Tate Modern, London 2017, ISBN 978-1-84976-445-2.
- On the Verge of Visibility, Museu Serralves, Porto 2016, ISBN 978-972-739-335-0.
- Conor Donlon, Verlag der Buchhandlung Walther König, Köln 2016, ISBN 978-3-86335-941-6.
- What’s wrong with redistribution?, The Hasselblad Foundation, Gothenburg 2015, ISBN 978-3-86335-822-8.
- Your Body is Yours, The National Museum of Art, Osaka 2015.
- The Cars, Verlag der Buchhandlung Walther König, Köln 2015, ISBN 978-3-86335-752-8.
- Wolfgang Tillmans, Phaidon Press, London 2014, ISBN 978-0-7148-6704-5.
- Wolfgang Tillmans, Moderna Museet Stockholm und Kunstsammlung Nordrhein-Westfalen, Düsseldorf, 2012, ISBN 978-3-941773-20-2.
- Neue Welt. Taschen, Köln 2012, ISBN 978-3-8365-3974-6.
- FESPA Digital / FRUIT LOGISTICA, Verlag der Buchhandlung Walther König, Köln 2012, ISBN 978-3-86335-211-0.
- Abstract Pictures, Hatje Cantz, Ostfildern-Ruit 2011, ISBN 978-3-7757-2743-3.
- Wolfgang Tillmans, Serpentine Gallery, London 2010, ISBN 978-3-86560-853-6.
- Lighter, Hamburger Bahnhof – Museum für Gegenwart, Berlin 2008, ISBN 978-3-7757-2187-5.
- Wako Book 4, Wako Works of Art, Tokio 2008, ISBN 978-4-902070-31-6.
- Hans Ulrich Obrist. The Conversation Series, Verlag der Buchhandlung Walther König, Köln 2007, ISBN 978-3-86560-133-9.
- Manual, Verlag der Buchhandlung Walther König, Köln 2007, ISBN 978-3-86560-132-2.
- Freedom from the Known, PS1 Contemporary Art Center, New York 2006, ISBN 3-86521-263-8.
- Truth study center, Taschen, Köln 2005, ISBN 3-8228-4640-6.
- If one thing matters, everything matters, Tate Britain, London 2003, ISBN 3-7757-1327-1.
- Still Life, Harvard University Art Museum, 2002, ISBN 1-891771-26-4.
- Aufsicht / View from Above, Hatje Cantz, Berlin 2001, ISBN 3-8228-7881-2.
- Portraits, Verlag der Buchhandlung Walther König, Köln 2001, ISBN 3-88375-506-0.
- Soldiers – The Nineties, Verlag der Buchhandlung Walther König, Köln 1999, ISBN 3-88375-377-7.
- Totale Sonnenfinsternis / Total Solar Eclipse, Galerie Daniel Buchholz, Cologne, 1999
- Burg, Taschen, Köln 1998, ISBN 3-8228-7881-2.
- Wer Liebe wagt, lebt morgen, Kunstmuseum Wolfsburg, 1996, ISBN 3-89322-865-9.
- Wolfgang Tillmans, Taschen, Köln 1995, ISBN 3-8228-1984-0.

## Preise (Auswahl)
- 1995: ars viva Preis des Kulturkreis der deutschen Wirtschaft im BDI e. V.
- 1995: Kunstpreis der Böttcherstrasse, Bremen[33]
- 2000: Turner Prize, Tate Gallery, London, Großbritannien; Tillmans erhielt diesen Preis als erster Fotograf überhaupt.[18]
- 2001: Gewinner des Wettbewerbs zur Errichtung eines AIDS-Memorials am Sendlinger-Tor-Platz, München
- 2009: Kulturpreis der Deutschen Gesellschaft für Photographie
- 2014: Charles Wollaston Award (Hauptpreis der Royal Academy Summer Exhibition)
- 2015: Hasselblad Foundation Award
- 2017: Berliner Bär (B.Z.-Kulturpreis)
- 2018: Goslarer Kaiserring[34]
- 2018: Bundesverdienstkreuz[7]